# Periapsis
Når et himmellegeme (eller et rumfartøj) kredser i en lukket bane om et andet himmellegeme, vil afstanden mellem de to i praksis altid variere mere eller mindre fra sted til sted langs banen: Periapsis er det sted i banen, hvor afstanden er mindst. Modsætningen hertil er apoapsis; det sted i banen hvor afstanden er størst.
Periapsis er en generel betegnelse; for legemer i kredsløb omkring Solen bruger man gerne udtrykket perihel, og for kredsløb omkring Jorden har man tilsvarende begrebet perigæum.
| Astronomi | Spire Denne artikel om astronomi er en spire som bør udbygges. Du er velkommen til at hjælpe Wikipedia ved at udvide den. |